# Gusch Dan

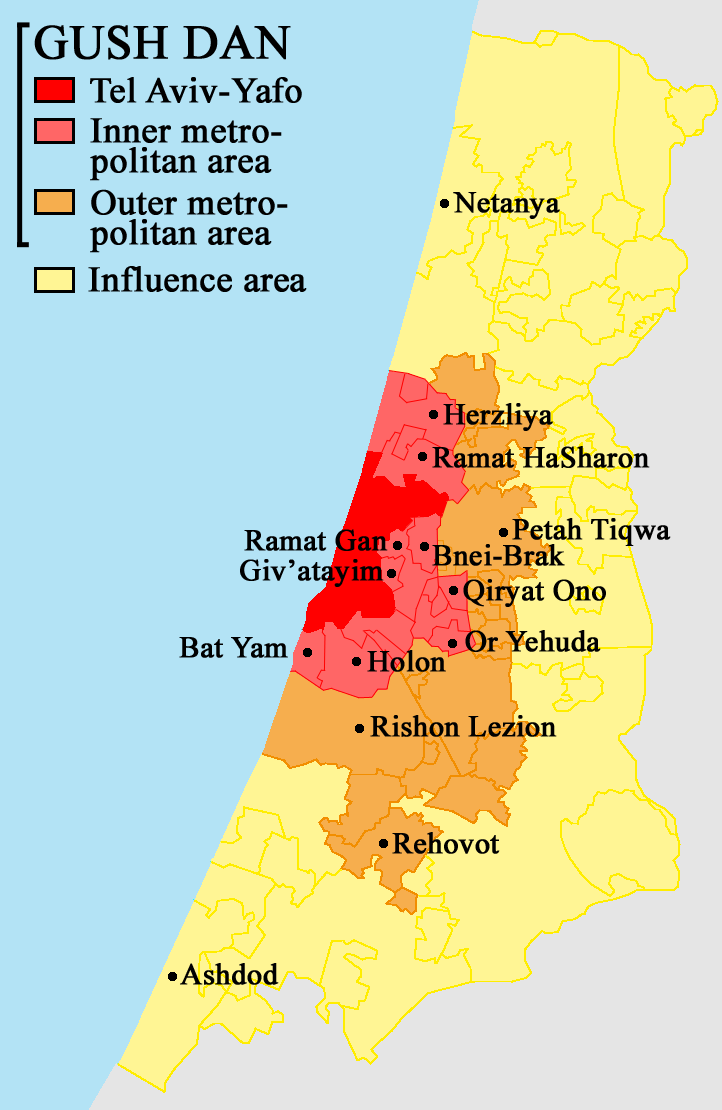
Ausdehnung des Gusch Dan

Gusch Dan (hebräisch גּוּשׁ דָּן Gūš Dan) ist die Agglomeration der israelischen Stadt Tel Aviv-Jaffa. „Gusch“ ist der hebräische Begriff für „Block“ (גוש). Dan war einer der Söhne Jakobs. Gemäß dem Tanach war die Gegend um die antike Hafenstadt Jaffa, Teil der heutigen Doppelstadt Tel Aviv-Jaffa, im Besitz des Stammes Dan (eines von zwölf Stammesgebieten im biblischen Israel).
Demnach bedeutet „Gusch Dan“ auf Deutsch etwa „Dan-Block“ oder „Ballungsraum Dan“.
Während früher praktisch in ganz Israel der öffentliche Busverkehr von der Egged-Kooperative abgewickelt wurde, stand der Ballungsraum um Tel Aviv herum unter der Konzession der Dan-Buskooperative. Demnach bedeutet „Gusch Dan“ zugleich das „Konzessionsgebiet der Dan-Buskooperative“.

## Geografische Ausdehnung
Als „Gusch Dan“ wird nur die enge Agglomeration um Tel Aviv herum bezeichnet. Nur diejenigen Städte, die nahtlos ineinander übergehen und miteinander verwachsen sind, werden dazugezählt. Da der Ballungsraum Tel Aviv seit seiner Entstehung ständig massiv gewachsen ist, sind mit den Jahren allmählich neue Städte hinzugekommen.
Ursprünglich bestand der „Gusch Dan“ aus den Städten Tel Aviv-Jaffa, Ramat Gan, Bnei Braq, Givʿatajim, Cholon und Bat Jam. In den letzten Jahren sind die Städte Rischon LeZion, Petach Tiqwah, Givʿat Schmu'el, Qirjat Ono, Gannei Tiqwah und Savjon hinzugekommen. Herzliah, Or Jehudah und Jehud werden manchmal hinzugezählt.
Da „Gusch Dan“ keine statistische Region darstellt und als Begriff relativ unscharf und variabel ist, wird die Bevölkerungszahl manchmal mit 1,5 Millionen, ein anderes Mal mit 3,5 Millionen angegeben.
Das israelische Zentralbüro für Statistik (CBS) teilt den Großraum Tel Aviv in Siedlungsgürtel ein. Der Gusch Dan erfasst dabei den Kern (Tel Aviv), den inneren Gürtel und Teile des mittleren Siedlungsgürtels.
Der gesamte Großraum Tel Aviv, inklusive des äußeren Siedlungsgürtels, erstreckt sich entlang der Mittelmeerküste von Aschdod bis nach Netanjah und in Richtung Jerusalem bis nach Modiʿin und umfasst insgesamt 253 Ortschaften. Dieses vom Israelischen Zentralbüro für Statistik „Tel Aviv Metropolitan Area“ genannte Gebiet hat im Jahr 2005 die 3-Millionen-Einwohner-Grenze erreicht (Ende 2004: 2,987 Mio. Einwohner, mit einer jährlichen Wachstumsquote von 1,8 %).

## Bevölkerungsentwicklung
Von 1950 bis 2017 stieg die Bevölkerung der Metropolregion Tel Aviv-Jaffa um das Achtfache an. Bis 2035 wird ein weiteres Wachstum auf 5,3 Millionen Einwohner im Großraum erwartet.
Bevölkerungsentwicklung der Agglomeration
| Jahr | Einwohnerzahl |
| ---- | ------------- |
| 1950 | 418.000       |
| 1960 | 738.000       |
| 1970 | 1.029.000     |
| 1980 | 1.356.000     |
| 1990 | 1.771.000     |
| 2000 | 2.739.000     |
| 2010 | 3.311.000     |
| 2017 | 3.906.000     |